# Mike Mower
Mike Mower (Bath, Anglaterra, 1958) és un compositor, flautista i saxofonista anglès.
La seva música sovint serveix de pont entre el jazz i la música clàssica. Les seves obres són a vegades difícils, però sempre tonals, amb melodies agradables i fàcils de jugar i improvisar, tant pels música clàssics com pels de jazz.

## Biografia

### Vida i estudis
Mike Mower va néixer a Bath (Anglaterra) l'any 1958, i va estudiar flauta clàssica a la Royal Academy of Music de Londres. Més tard va ser guardonat amb el premi ARAM (Associat de la Reial Acadèmia de Música).
També toca el saxofòn i el clarinet, i ha dirigit nombrosos conjunts de jazz, tocant les seves pròpies composicions, des de quartet fins a gran banda.

### Carrera artística professional
El 1985 va fundar i dirigir Mike Itchy Fingers, l'internacionalment reconegut quartet de saxofòn de jazz que va recórrer el món fins a la seva dissolució el 1997.
Mike Mower treballa com a compositor, escrivint obres que s'estrenen en l'actualitat. Escriu per Itchy Fingers Publications, per la que també ha escrit una sèrie de llibres molt existosos de música estàndard educativa. També treballa fent arranjaments de música comercial en una àmplia gama d'estils i combinacions.
Com a músic independent, Mower ha tocat i gravat jazz, rock i amb artistes diversos com Gil Evans, Tina Turner, Paul Weller, Björk, James Galway i Ryuchi Sakamoto.
Com a compositor i arreglista, ha escrit nombroses obres per a grans bandes, incluint la Big Band de la BBC i l'Orquestra de la Ràdio, Ràdio NDR Big Band, l'Orquestra de Jazz d'Estocolm, de la Universitat de Kentucky i l'Orquestra de Vent de Texas Tech.
Els artistes com James Galway, Airto Moreira i Flora Purim, Clare Southworth i el Safri Duo l'hi han encarregat obres, així com diversos conjunts de saxofòn i quartets de corda. També ha arreglat obres orquestrals d'estils tan diversos com el de grup de pop "Boy Bands" i pel Festival d'Eurovisió.

## Obres
Ha editat i masteritzat dotzenes de CD's per artistes des del seu estudi, així com els resgistres de productors per ambdós conjunts de música clàssica i jazz. Ha produït dos àlbums de James Galway: "Tango del Fuego" i "Unbreak My Heart".
Té una nombras llista de composicions i arranjaments, sobretot per a flauta travessera, tant per a l'instrument solista com per diverses formacions. També ha escrit algunes obres per altres instruments de vent (oboè, clarinet, saxòfon i fagot), piano i big band. A continuació es pot veure tot el seu llistat d'obres.

### Flauta

#### Flauta i piano
- Deviations on the Carnival of Venice. Conjunt de variacions sobre el famós tema del Carnaval de Venècia. Consta de 10 variacions de diferents estils: jazz, vals, rock, balada, salsa, swing, etc.
- Doodle and Flight. Consta de dues parts, amb una introducció de blues lenta que passa a convertir-se en un segon moviment emocionant de latin-jazz. Aquesta peça té una duració d'uns 8 minuts, i es pot interpretar en conjunt amb l'obra Triligence, com si fos una sonata de tres moviments.
- Landscapes. És una col·lecció de 10 peces de dificultat fàcil/mijtana per a flauta i piano. Està escrita pensada per a intèrprets joves, de manera que les melodies de la flauta són tan simples possibles, de caràcter "pastoral"; mentre que la creació d'interès harmònica està en la part del piano.
- Not the Boring Stuff. Aquest llibre de 86 pàgines conté 10 peces de dificutlat fàcil/mijtana per a flauta i piano en diferents estils. Cada peça té unes escales inusuals, estudis i exercicis de transposició per preparar l'estudiant per a la improvisació. S'inclou també un llibre addicional de les mateixes per duets de flauta.
- Opus di Jazz. (1997) És una "seqüela" de la Sonata Latino. És una Sonata per a flauta i piano que consta de tres moviments d'uns 15 minuts. Es va interpretar per James Galway i Phillip Moll en una gira pels Estats Units. Ha estat aclamant com un treball accessible, entretingut i, sobretot, reproduïble. Els tres moviments d'aquesta obra són:
- # Cartoons (Shuffle). Està inspirat en una melodia de la mina d'uns dibuixos animats.
- # Ballad. La intenció d'aquesta part és que no sigui una peça de flauta amb acompanyament de piano sinó que sigui un treball compartit pels dos instruments. El so del piano és un homenatge al gran Bill Evans, i la melodia de la flauta segueix el mateix estil, però amb un tractament gairebé clàssic, amb un final cadencial de la flauta.
- # Bluebop. Es tracta d'un blues, amb acords de be-bop i de hard-bop.
- Sonata LatinoSonata Latino (1994). És una obra composta de tres moviments, cada un d'ells d0un estil diferent d'un país d'Amèrica Llatina, que inclou salsa, merengue, rumba, tango i bossa nova. Hi ha un arrangament fet per James Galway que compren flauta, 2 trompetes, trobó alt, tenor, baríton, saxòfon, piano, guitarra, baix, bateria i percussió. Els tres moviments de la peça són:

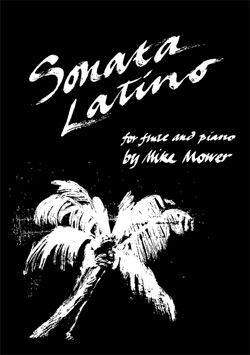
Sonata Latino

- # Salsa Montunate. Es basa en la salsa de Cuba i Veneçuela.
- # Rumbango. És una barreja de rumba i ritmes de tango, tal com es troba a Colòmbia i l'Argentina.
- # Bossa Merengova. Ritmes híbrids de la Bossa Nova del Brasil, però des d'un punt de vista més jazzístic.
- Sonata núm. 3 per Faluta i Piano. Aquesta Sonata consta de 4 moviments, cada un d'ells amb el nom d'una formació geològica; i té una durada aproximada d'uns 16 minuts. Aquesta peça va ser premiada amb el 1r premi del concurs de música NFA del 2004. Els moviments de la Sonata són:
- # Moraine. Clima rígid, notes espaiades tant en l'alçada com en el temps. Ple de misteri i profunditat.
- # Escarpment. Ràpid, fresc, jazz i càlid.
- # Plateau. Diàleg gairebé hipnòtic entre flauta i piano.
- # Scree. Enèrgic, tonal i rítmic.
- Triligence. Una suite per flauta i piano dividida en tres seccions principals que incorporen modernes influències de jazz i fuga. Té una durada d'uns 8 minuts i, com ja s'ha dit anteriorment, pot ser interpretada juntament Doodle anf Flight com una sonata de tres moviments.

#### Flauta sola
- 20 Commandments
- Doing Time (amb CD). Són 10 estudis d'estil jazzístic per a flauta. Independentment de l'estil flautístic de cadascú, és una eina d'exercicis tècnis i musicals apte per a tots els flautistes.
- Fingerbusters!
- The Modern Flute Player

#### Duets, trios i quartets
- 12 Bite Size Pieces
- Blowing A Storm
- Fictions for Four Flutes
- Here we go again

#### Flauta alto & bass
- A Night in Greenwich
- Sonnets

#### Flauta i banda
- Concert per a flauta i orquestra de vent

#### Flauta i percussió
- Three Journeys for Three

#### Orquestra de flautes
- Big Day
- English Folk Song Medley
- Obstinato & Scareso

#### Piccolo i Piano
- Piccolo CDR
- Sonata per Piccolo i Piano

#### Flauta i Guitarra
- Suite per Flauta i Guitarra

### Oboè
- Sonata per a oboè i piano. Es tracta d'una peça única per a oboè modern, d'una durada aproximada d'uns 15 minuts. Aquesta sonata consta de 3 moviments, que són:
  - Fuganought. D'estil neoclàssic.
  - Reverauld. Una rica balada influenciada pel jazz.
  - Obotics. Pas lleuger, que va d'un minimalisme a un emocionant clímax gairebé de gospel.

### Clarinet
- Not the Boring Stuff. És un llibre, que s'ha fet popular, que conté 10 peces de dificultat fàcil i mitjana per a clarinet i piano d'estils diferents. Cada peça té unes escales inusuals, estudis i exercicis de transposició per preparar a l'esudiant per a la improvisació.
- Sonata per a clarinet i piano (2006). És una sonata amb tres moviments, molt ben elaborada i treballada, amb l'exploració de tota la gamma i el potencial del clarinet. Moderna, amb certa influència del jazz. Els 3 moviments són:
  - Dialogue. Des del greu inicial fins a l'agilitat i coordinació de les notes agudes. El material musical conté amplis salts, sovint de més d'una octava, ritmes complexes, que juguen en un diàleg entre el clarinet i el piano.
  - Entropy. Simula el caos. Una línia melòdica del clarinet es dibuixa sobre un concorregut i atapeït acompanyament de piano.
  - Changes. Comença amb un sol de clarinet, amb grans salts, cadències i glissandos.

### Fagot
- Sonatina per Fagot i Piano. Una sonata inusual i emocionant, amb influències del jazz contemporani.

### Saxòfon

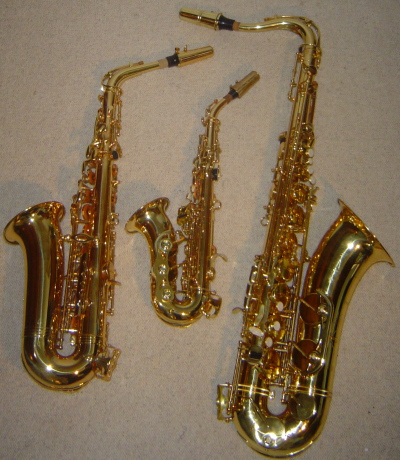
Saxòfon Alt, Tenor i Baix

#### Quartet de Saxòfons
- Academicians
- Building
- Folly
- Forc Fiasco
- Full English Breakfast
- Fur Dich
- Hiatus
- It's lovely once you're in
- Kentucky Roastup
- Quark
- Saxo-Fifty
- Seven Pounds Fifty
- Svea Rike
- Teranga
- The Crillon Controller
- The Easter Islander
- This Morning
- Wal's
- Woe
- You're Financially Disturbed
- Yuppieville Rodeo

#### Saxòfon i Piano
- Future Hits for Saxophone (alto & baritone).
- Future Hits for Saxophone (tenor & soprano)
- Not the Boring Stuff (alto saxo). És un llibre que conté 10 peces de dificultat fàcil i mitjana per a saxòfon alt i piano d'estils diferents. Cada peça té unes escales inusuals, estudis i exercicis de transposició per preparar a l'esudiant per a la improvisació.

#### Octet de Saxofòns
- Reconciliation Suite

#### Concert de Saxòfon
- Concert per Alto Saxòfon & Orquestra de vent (2004). Consta de 3 moviments:
  - Moviment 1: inici de percussió, fragments de flautes, clarinets i trompetes. L'entrada del saxòfon s'acumula gradualment fent una melodia gairebé improvisada.
  - Moviment 2: Van apareixent quatre frases harmonitzades pels vents i que la percussió va responent a l'atzar, i el saxòfon solista introdueix un gran tema. Després un quintet de vent es reparteix els les melodies solistes, sobre un coixí harmònic suspens en el temps per la resta d'instruments.
  - Moviment 3: Una cacofonia de vents spiccato, que dona lloc a la melodia del saxòfon. Després, un ambient més relaxat, i finalment el tema original apareix de la mà del solista acabant amb una cadència contrapuntística de tota l'orquestra.
- Concerto Maco Mosso
- Concert de Saxòfon

#### Saxòfon sol
- The Good Tempered Saxophone

### Piano
- 22 Treats For Piano

### Big Band
- Folly
- Hypercaust
- It's Lovely Once You're in
- The Easter Islander
- Tythes and The Saxon
- Yuppieville Rodeo

### Quintets de vent
- In the Style of a Coltrane Ballad
- In the Style of a Monk Ballad
- In the Style of Bebop
- In the Style of Bossa Nova
- In the Style of Dixieland
- Jazz Suite for Wind Quintet